# Arthur Kornberg
Arthur Kornberg (New York, 3. ožujka, 1918. – Stanford, 26. listopada 2007.), američki biokemičar koji je dobio Nobelovu nagradu za fiziologiju ili medicinu 1959. za svoje otkriće "mehanizma biološke sinteze deoksiribonukleinske kiseline (DNK)" zajedno s Dr. Severo Ochoa sa sveučilišta New York.

## Vanjske poveznice
- (engl.)Nobelova nagrada - životopis